# Кам'яна довбешка
«Кам'яна довбешка — фільм Пилипа Янковського з Миколою Валуєвим та Оксаною Фандера у головних ролях. Фільм є акторським кинодебютом Миколи Валуєва. У російський кінопрокат фільм вийшов 18 вересня 2008 року

## Сюжет
Микола Валуєв зіграв у цьому фільмі головну роль чемпіона світу з боксу у важкій вазі на прізвисько Кам'яна довбешка. Його прозвали так, бо він абсолютно нечутливий до ударів і болю. Коли він разом зі своєю коханою дружиною потрапляє в транспортну пригоду, то його сенс життя, дружина, гине. Він за інерцією продовжує займатися боксом, але в одному з боїв йому завдають сильні пошкодження. Через це він починає втрачати пам'ять і забуває те, що було вчора. Його хочуть використати у своїх махінаціях брудні боси, але Кам'яна довбешка зможе викрити їх і поставити на місце.

## Актори
- Микола Валуєв — Єгор Головін, «Кам'яна башка»
- Оксана Фандера — Таня
- Віталій Кіщенко — Наіль
- Єгор Пазенко — «Круглий»
- Борис Чунаєв — тренер Батя
- Наталія Симакова — Мадлен

## Технічні дані
- Виробництво: кінокомпанія «СТВ».
- Кінодистриб'ютор у Росії: «Наше Кіно».
- Звук: Dolby Digital.
- Тип зйомки: кіноплівка 35 мм.